# کاردنیوئلا ریپیکو
کاردنیوئلا ریپیکو (به اسپانیایی: Cardeñuela Riopico) یک شهرستان در اسپانیا است.